# Taxation optimale
La théorie de la taxation optimale est un ensemble de théories économiques qui dégagent des règles permettant au système de taxation de minimiser les distorsions et les inefficacités économiques.
Dans son livre Recherches sur la nature et les causes de la richesse des nations Adam Smith écrit quatre maximes sur les bons impôts :
- « Les sujets d’un État doivent contribuer au soutien du gouvernement, chacun le plus possible en proportion de ses facultés, c’est-à-dire en proportion du revenu dont il jouit sous la protection de l’État. »

- « La taxe ou portion d’impôt que chaque individu est tenu de payer doit être certaine, et non arbitraire.»
- « Tout impôt doit être perçu à l’époque et selon le mode que l’on peut présumer les moins gênants pour le contribuable.»
- « Tout impôt doit être conçu de manière à ce qu’il fasse sortir des mains du peuple le moins d’argent possible au delà de ce qui entre dans le Trésor de l’État, et en même temps a ce qu’il tienne le moins longtemps possible cet argent hors des mains du peuple avant d’entrer dans ce Trésor. »[1]

## Concept
Les taxes générèrent des distorsions économiques car les agents économiques réagissent et modifient leur comportement. Par exemple, une taxe sur le travail peut inciter les individus à travailler moins qu'ils ne le désireraient, ou même de renoncer à un emploi. La taxation d'un bien spécifique modifierait le comportement des consommateurs, qui se reporteraient vers d'autres produits moins désirés, diminuant ainsi leur satisfaction. Les taxes sur les biens et services entrainent également ce que les économistes appellent une perte sèche.

## Règles

### Règles de Ramsey
Les économistes ont ainsi développé des modèles permettant de déterminer la manière de taxer les biens et les revenus de telle sorte que les effets négatifs soient minimisés. Frank Ramsey (1927) a proposé de taxer uniquement les biens et services, de telle sorte que les biens à la demande la plus inélastique soient le plus fortement taxés. L'idée est que si les taxes portent en priorité sur des biens dont la demande varie peu en fonction du prix, le consommateur ne modifiera pas de façon importante son comportement de consommation.

### Règle de Mirrlees
James Mirrlees (1971) a façonné la théorie moderne de la taxation du revenu, en formalisant l'arbitrage que doit réaliser le gouvernement entre égalité d'une part, et efficacité d'autre part. Si une taxation plus forte des salaires élevés peut apporter plus d'égalité, elle décourage en revanche le travail et peut faire diminuer le nombre d'heures travaillées.